# Neda Pintarić
Neda Pintarić (ur. 18 lutego 1953 w Zagrzebiu) – chorwacka polonistka, wykładowczyni Uniwersytetu w Zagrzebiu.

## Życie zawodowe
Ukończyła studia na Wydziale Filologicznym w Zagrzebiu w trzech obszarach: filologia rosyjska, etnologia i filologia polska. W 1977 otrzymała stałą pracę jako asystentka ds. języka polskiego w ówczesnym Zakładzie Języków i Literatury Zachodniosłowiańskiej na Uniwersytecie w Zagrzebiu. W 1984 obroniła pracę magisterską pt. Kategorie rodzaju rzeczowników w polskim i chorwackim języku literackim (hr. Kategorija roda imenica u poljskom i hrvatskom književnom jeziku). Studiowała na Uniwersytecie Jagiellońskim na semestralnym stypendium Ministerstwa Nauki i Kultury (Zagrzeb) w celu udoskonalenia języka polskiego i zgromadzenia materiałów do dysertacji. Pracę doktorską pt. Werbalizacja kodu niewerbalnego: trzy etapy rozwojowe gestów językowych w języku polskim (hr. Verbalizacija neverbalnoga koda: tri razvojna stupnja jezičnih gesta u poljskom jeziku) obroniła w 1994, a dwa lata później wygłosiła wykład habilitacyjny pt. Deminutivi i hipokoristici u poljskom i hrvatskom jeziku.
Pełniła funkcję zastępcy dyrektora Instytutu Slawistyki (2012–2014), a od 2004 do 2013 była kierownikiem katedry polonistyki. W 2012 została profesorka zwyczajną, a w 2013 profesorka w trybie trwałym (hr. profesor u trajnom zvanju).
Prowadziła wykłady, prelekcje i warsztaty na temat polszczyzny, języka chorwackiego, a także komunikacji niewerbalnej (np. Visual pragmems and pragmaphrasems in English, Polish and Croatian Language) w Chorwacji, Polsce i we Włoszech.
W latach 2004–2008 pełniła funkcję redaktorki naczelnej czasopisma „Strani jezici”.

## Dydaktyka
Na polonistyce w Zagrzebiu prowadzi kursy z zakresu gramatyki języka polskiego, a wcześniej także z przedmiotu ‘polski jako język światowy’ (hr. poljski kao svjetski jezik).
Prowadziła prelekcje w Chorwacji i poza nią. Wygłaszała wykłady na konferencjach naukowych w Polsce, na Litwie, we Włoszech, w Bośni i Hercegowinie, Słowenii, Macedonii oraz w Chorwacji. Kilkukrotnie także prowadziła pojedyncze wykłady dla studentów w Krakowie, Warszawie, Gdańsku, Toruniu, Szczecinie, Pobierowie, Bielsku-Białej, Poznaniu, Katowicach.

## Nauka
Oprócz pisania artykułów naukowych z zakresu językoznawstwa, tłumaczyła także polskie książki i artykuły o tematyce językowej i historycznej, ponadto wraz z Krystyną Jarząbek opracowała polsko-chorwacki słownik gestów, pt. „Polsko-chorwacki słownik gestykulacji, mimiki i postaw ciała”.
Do 2004 aktywnie uczestniczyła w dwóch projektach naukowo-badawczych, które prowadziła prof. dr Dubravka Sesar, a od 2007 kierowała projektem naukowym pt. Polsko-chorwacka kontrastywność językowa i kulturowo-pragmatyczna (hr. Poljsko-hrvatsko jezično i kulturno-pragmatično kontrastiranje).
W 2014 została przewodniczącą projektu HRZZ pod tytułem Porównawczo-słowiańskie tematy językowo-kulturowe (hr. Komparativnoslavističke lingvokulturalne teme).
Uczestniczyła w licznych krajowych i zagranicznych konferencjach (m.in. Włochy, Litwa, Polska, Macedonia, Słowenia, Bośnia i Hercegowina, Chorwacja).

## Nagrody
W 2002 roku otrzymała od polskiego ministra Kultury i Dziedzictwa Narodowego medal uznania za promocję polskiej kultury.

## Członkostwa
Jest członkinią Maticy hrvatskiej, Towarzystwa Etnologicznego, Chorwackiego Towarzystwa Filologicznego oraz Towarzystwa Pracowników Naukowych.

## Wybrane publikacje
Tłumaczenia z polskiego na chorwacki:
- Barbara Oczkowa: Hrvati i njihov jezik. Iz povijesti kodificiranja književnojezične norme, Zagreb: Školska knjiga, 2010 (tytuł oryginału: Barbara Oczkowa: Chorwaci i ich język. Z dziejów kodyfikacji normy literackiej, Kraków: Wydawnictwo Lexis, 2006).
- Maciej Czerwiński: Naracije i znakovi. Hrvatske i srpske sinteze nacionalne povijesti, Srednja Europa, Zagreb 2015 (tytuł oryginału: Maciej Czerwiński: Semiotyka dyskursu historycznego. Chorwackie i serbskie syntezy dziejów narodu, Kraków: Wydawnictwo Uniwersytetu Jagiellońskiego, 2012).
- Tadeusz Wojciechowski: Bijela Hrvatska. Analiza slavenskoga staroga vijeka, Rijeka: Maveda, d.o.o., 2005 (tytuł oryginału: Tadeusz Wojciechowski: Chrobacya. Rozbiór Starożytności Słowiańskich, Dr. Fil. Amanuent Biblioteki Jagiellońskiej. Tom I., Kraków: Wydawnictwo „Kraj”, 1873).
- Jan Kochanowski: Žalopojke, Knjižnica Veda, knjiga 19., Maveda, Rijeka 2013 (tłumaczenie, przedmowa i posłowie Neda Pintarić). ISBN 978-953-7029-18-0.

Podręczniki, słowniki, książki:
- N. Pintarić: Kontrastivno rječotvorje: imenička tvorba u tablicama, Zagreb: Zagreb: Filozofski fakultet u Zagrebu, 2010.
- N. Pintarić, A. Menac, Hrvatskosrpsko-poljski frazeološki rječnik, Mali frazeološki rječnici, Zagreb: Zavod za lingvistiku Filozofskog fakulteta Sveučilišta u Zagrebu, Zagreb 1986 (słownik).
- N. Pintarić, Pragmemi u komunikaciji, Zagreb: Zavod za lingvistiku Filozofskoga fakulteta Sveučilišta u Zagrebu 2002.
- N. Pintarić, M. Moguš, Słownik polsko-chorwacki, knjiga, Zagreb: Školska 2002.
- K. Jarząbek, N. Pintarić: Polsko-chorwacki słownik gestykulacji, mimiki i postaw ciała – Poljsko-hrvatski rječnik gestikulacije, mimike i stava tijela, Katowice: Oficyna Wydawnicza „Akant”, 2012.
- N. Pintarić: Podstawowe sytuacje mówienia. Wybór tekstów z pragmatyki języka polskiego, Zagreb: Hrvatska Sveučilišna Naklada, 2016. ISBN 978-953-169-257-1.

Teksty naukowe:
- N. Pintarić: Visual Pragmemes and Pragmaphrasemes in English, Croatian, and Polish Languages, w: Fundamentals of Verbal and Nonverbal Communication and the Biometric Issue, red. A. Esposito, M. Bratanić, E. Keller, M. Marinaro, Amsterdam-Berlin- Oxford-Tokio-Washington DC: IOS Press, 2007.
- N. Pintarić, I. Gavran: Hrvatsko-poljski olfaktorni znakovi u pragmatici, „Riječ”, t. 3, Rijeka, 2008.
- N. Pintarić: Verbalizacija neverbalnoga koda: 3 razvojna stupnja jezičnih gesta u poljskom jeziku, Zagreb: Filozofski fakultet, 1994.
- N. Pintarić: Gestosłowy pozdrowieniowe w języku chorwackim i polskim, w: Język Literatura Kultura Słowian dawniej i dziś, Poznań 1991.
- N. Pintarić: Cztery poziomy ujęzykowienia kodu niewerbalnego w języku polskim a chorwackim, „Semantyka a konfrontacja językowa”, nr 1, Warszawa: SOW, 1996.
- N. Pintarić: Czy chorwackie fito-emotywa mają swoje odpowiedniki w języku polskim?, w: Semantyka a konfrontacja językowa, t. 2, Warszawa: SOW, 1999.
- N. Pintarić: Warsztat translatologiczny Trenów Kochanowskiego w tłumaczeniu na język chorwacki, „Studia Językoznawcze. Synchroniczne i diachroniczne aspekty badań polszczyzny”, Szczecin: Wydawnictwo Naukowe Uniwersytetu Szczecińskiego, 2015, nr 14.

Recenzje:
W różnych czasopismach publikuje recenzje naukowców chorwackich i zagranicznych. Recenzowała książki:
- Dubravki Sesar pt. Putovima slavenskih književnih jezika (1996),
- Jevgenija Paščenka pt. Podrijetlo Hrvata i Ukrajinaca (2006),
- Barbary Oczkowej pt. Chorwaci i ich język. Z dziejów kodyfikacji normy literackiej (hr. Hrvati i njihov jezik. Iz povijesti kodificiranja književnojezične norme), którą przetłumaczyła z języka polskiego,
- Pauliny Pyci pt. Płeć w języku. Na materiale współczesnego języka polskiego i chorwackiego (2011).